# Chilomycterus
Chilomycterus là một chi cá nóc  thuộc Họ Cá nóc nhím.

## Các loài
Hiện tại có 5 loài được công nhận thuộc chi này:
- Chilomycterus antennatus (G. Cuvier, 1816)
- Chilomycterus antillarum DS Jordan & Rutter, 1897
- Chilomycterus mauretanicus (Y. Le Danois, 1954) [2]
- Chilomycterus reticulatus (Linnaeus, 1758)
- Chilomycterus schoepfii (Walbaum, 1792)
- Chilomycterus spinosus (Linnaeus, 1758)